# جون باورز (لاعب كريكت)
جون باورز (18 مايو 1996 - ) (بالإنجليزية: John Bowers)‏ هو لاعب كريكت بريطاني.

## وصلات خارجية
- جون باورز على موقع إي آس بي آن كريك إنفو (الإنجليزية)